# Jennifer Dale
Jennifer Dale, pseudonimo di Jennifer Paula Ciurluni (Toronto, 16 gennaio 1956), è un'attrice canadese.

## Biografia
Da sempre appassionata di recitazione, debutta al cinema nel 1979 partecipando al film Stone Cold Dead, diretto da George Mendeluk. In seguito partecipa a vari cortometraggi e spettacoli teatrali. Tre anni dopo, nel 1983, partecipa al film Di origine sconosciuta in un modesto ruolo. Nel 2003 partecipa cone guest star nell'ultimo episodio della prima stagione della serie TV Detective Monk. In seguito partecipa a vari film e pellicolle e, nel 2013  viene inserita nella prestigiosa Italian Walk Of Fame, insieme ad altre celebrità. Nel 2018 partecipa al film Into Invisible Light, in cui interpreta la protagonista.

## Filmografia parziale

### Cinema
- Squilli di sangue (Stone Cold Dead), diretto da George Mendeluk (1979)
- Suzanne, regia di Robin Spry (1980)
- Ricordati Venezia (Your Ticket Is No Longer Valid), regia di George Kaczender (1981)
- Di origine sconosciuta (Of Unknown Origin), regia di George Pan Cosmatos (1983)
- Separati in vacanza (Separate Vacations), regia di Michael Anderson (1986)
- Cadillac Girls, regia di Nicholas Kendall (1993)
- Whale Music, regia di Richard J. Lewis (1994)
- Love Come Down, regia di Clement Virgo (2000)
- Into Invisible Light, regia di Shelagh Carter (2018)
- The Shrouds - Segreti sepolti, regia di David Cronenberg (2024)

### Televisione
- Night Heat – serie TV, 4 episodi (1985-1987)
- Love & Larceny, regia di Robert Iscove – film TV (1985)
- Empire, Inc., regia di Denys Arcand e Douglas Jackson – miniserie TV (1985)
- Grand Larceny, regia di Stephen Surjik – film TV (1991)
- Insuperabili X-Men (X-Men) – serie animata, 19 episodi (1992-1996) – voce
- RoboCop – serie TV, episodi 1x01-1x02 (1994)
- Side Effects – serie TV, 14 episodi (1994-1996)
- Soluzione estrema (Once a Thief), regia di John Woo – film TV (1996)
- Once a Thief – serie TV, 22 episodi (1997-1998)
- Once a Thief: Family Business, regia di T. J. Scott – film TV (1998)
- Power Play – serie TV, 8 episodi (1999-2000)
- Detective Monk (Monk) – serie TV, episodio 1x13 (2002)
- Rumours – serie TV, 11 episodi (2006-2007)
- Suits – serie TV, episodio 2x11 (2013)
- Lost Girl – serie TV, episodio 4x09 (2014)
- Schitt's Creek – serie TV, episodio 3x05 (2017)
- What Would Sal Do? – serie TV, 8 episodi (2017)
- Saving Hope – serie TV, episodi 5x06-5x07-5x09 (2017)
- Un desiderio che si avvera (A Wish Come True), regia di Mark Rosman – film TV (2015)
- Coroner – serie TV, 17 episodi (2021-2022)
- Agenzia Roman - Case infestate (SurrealEstate) – serie TV, 4 episodi (2021)

## Riconoscimenti
- Italian Walk of Fame
  - Inserita la sua stella nel 2013

## Doppiatrici italiane
Nelle versioni in italiano delle opere in cui ha recitato, Jennifer Dale è stata doppiata da:
- Ludovica Modugno e Antonella Giannini in Coroner
- Patrizia Burul in Detective Monk
- Roberta Pellini in Soluzione estrema
- Mirta Pepe in The Shrouds